# Distrito de Nisporeni
El distrito de Nisporeni es uno de los raion en la parte centro-occidental de Moldavia. Su centro administrativo (Oraş-reşedinţă) es la ciudad de Nisporeni. El 1 de enero de 2005 su población era de 65.000 habitantes.

## Subdivisiones
Comprende la ciudad de Nisporeni y las siguientes comunas:
- Bălănești
- Bălăurești
- Bărboieni
- Boldurești
- Bolțun
- Brătuleni
- Bursuc
- Călimănești
- Ciorești
- Ciutești
- Cristești
- Grozești
- Iurceni
- Marinici
- Milești
- Seliște
- Soltănești
- Șișcani
- Valea-Trestieni
- Vărzărești
- Vînători
- Zberoaia